# Okres Brzeziny
Okres Brzeziny (polsky Powiat brzeziński) je okres v polském Lodžském vojvodství. Rozlohu má 358,56 km² a v roce 2020 zde žilo 30 648 obyvatel. Sídlem správy okresu je město Brzeziny.

## Gminy
Městská:
- Brzeziny

Městsko-vesnická:
- Jeżow

Vesnické:
- Brzeziny
- Dmosin
- Rogów

## Města
- Brzeziny
- Jeżow

## Sousední okresy
| Růžice kompasu | Zgierz      | Zgierz         | Łowicz              | Růžice kompasu |
| Růžice kompasu | Lodž východ | Sever          | Skierniewice        | Růžice kompasu |
| Růžice kompasu | Lodž východ | Okres Brzeziny | Skierniewice        | Růžice kompasu |
| Růžice kompasu | Lodž východ | Jih            | Skierniewice        | Růžice kompasu |
| Růžice kompasu | Lodž        | Lodž východ    | Tomaszów Mazowiecki | Růžice kompasu |